# كريستيان رودريغيز (تنس)
كريستيان رودريغيز (بالإسبانية: Cristian Rodríguez)‏ مواليد 24 يونيو 1990، هو لاعب كرة مضرب كولومبي. أعلى تصنيف له في الفردي كان المركز الـ 589 في سنة 2013. أعلى تصنيف له في الزوجي كان المركز الـ 286 في سنة 2013.

## روابط خارجية
- كريستيان رودريغيز على موقع رابطة محترفي التنس (الإنجليزية)
- كريستيان رودريغيز على موقع الاتحاد الدولي لكرة المضرب (الإنجليزية)
- كريستيان رودريغيز على موقع كأس ديفيز (الإنجليزية)
- كريستيان رودريغيز على موقع خلاصة التنس.كوم (الإنجليزية)